# Bankers Hall

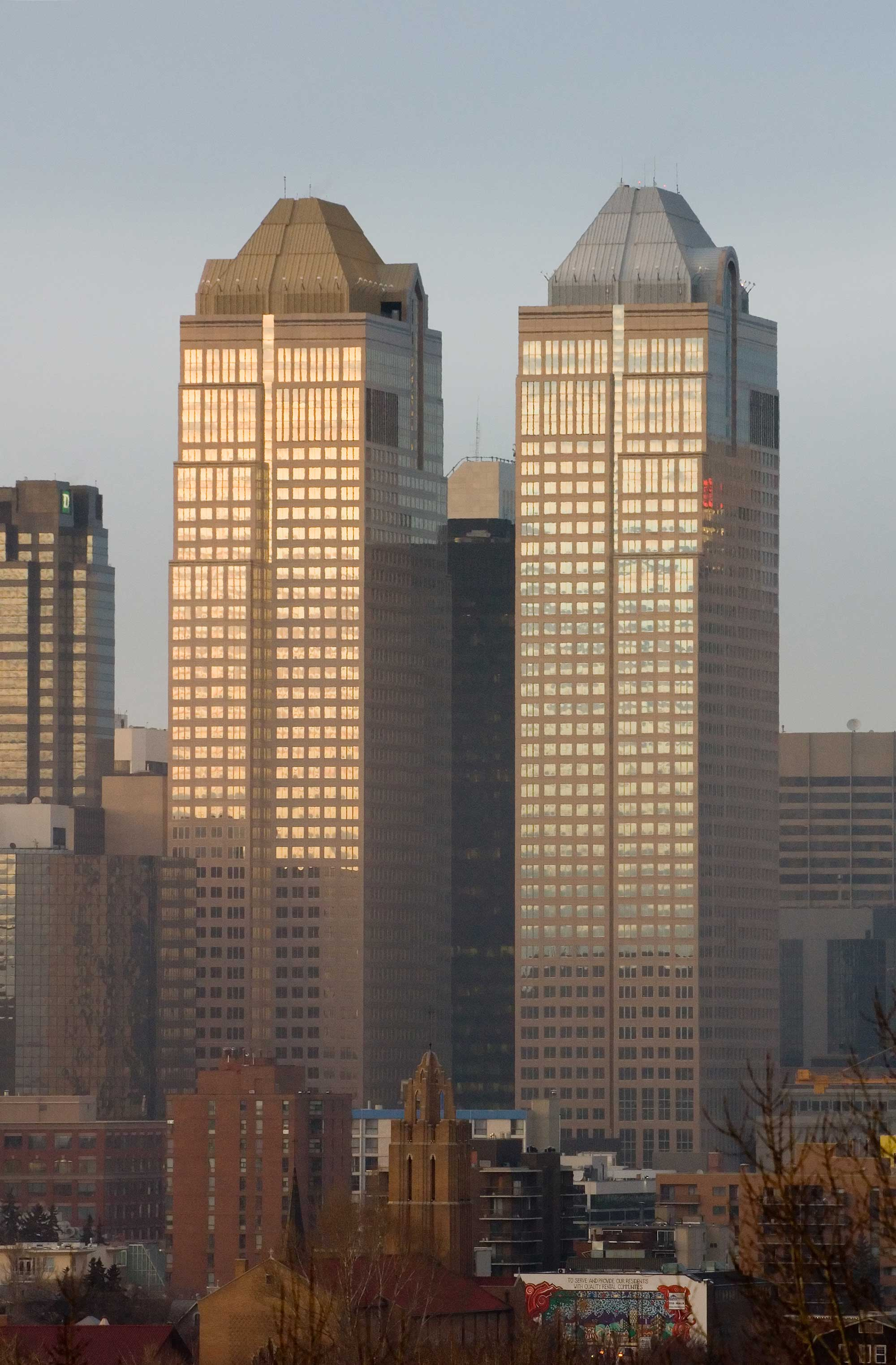
O Bankers Hall.

O Bankers Hall é um complexo de edifícios em Calgary, Alberta, Canadá, que é composto por duas torres de escritórios com 52 andares. Foram desenhadas por Cohos Evamy em estilo pós-moderno.
O primeiro edifício conhecido por Bankers Hall Este foi completado em 1989. Em 2000 a segunda torre, a Bankers Hall Oeste foi completada. Ainda hoje as torres detém o recorde de torres gémeas mais altas do Canadá.
Ambos os edifícios possuem um pódio, ligado à rede de skyway de Calgary.
Os chamativos telhados dos edifícios foram feitos para lembrarem chapéus de cowboy, quando vistos de longe; a Bankers Hall Oeste tem um "chapéu" castanho, enquanto que o do Bankers Hall Este é branco. O chapéu de cowboy branco desde sempre foi um símbolo de Calgary, sendo retratado na bandeira da cidade.